# Liv Bjørk
Liv Bjørk er en norsk håndboldmålmand. Hun spillede 126 kampe for Norges håndboldlandshold mellem 1969 og 1982. Hun deltog under VM 1971, 1973, 1975 og 1982.